# Дичь
Дичь — объекты животного мира, добываемые средствами охоты для дальнейшего употребления в пищу, использования в качестве сырья для кожевенной и пушно-меховой промышленности или в виде трофеев. Дичь подразделяют на пернатую и четвероногую. Многие виды дичи — традиционный деликатес.

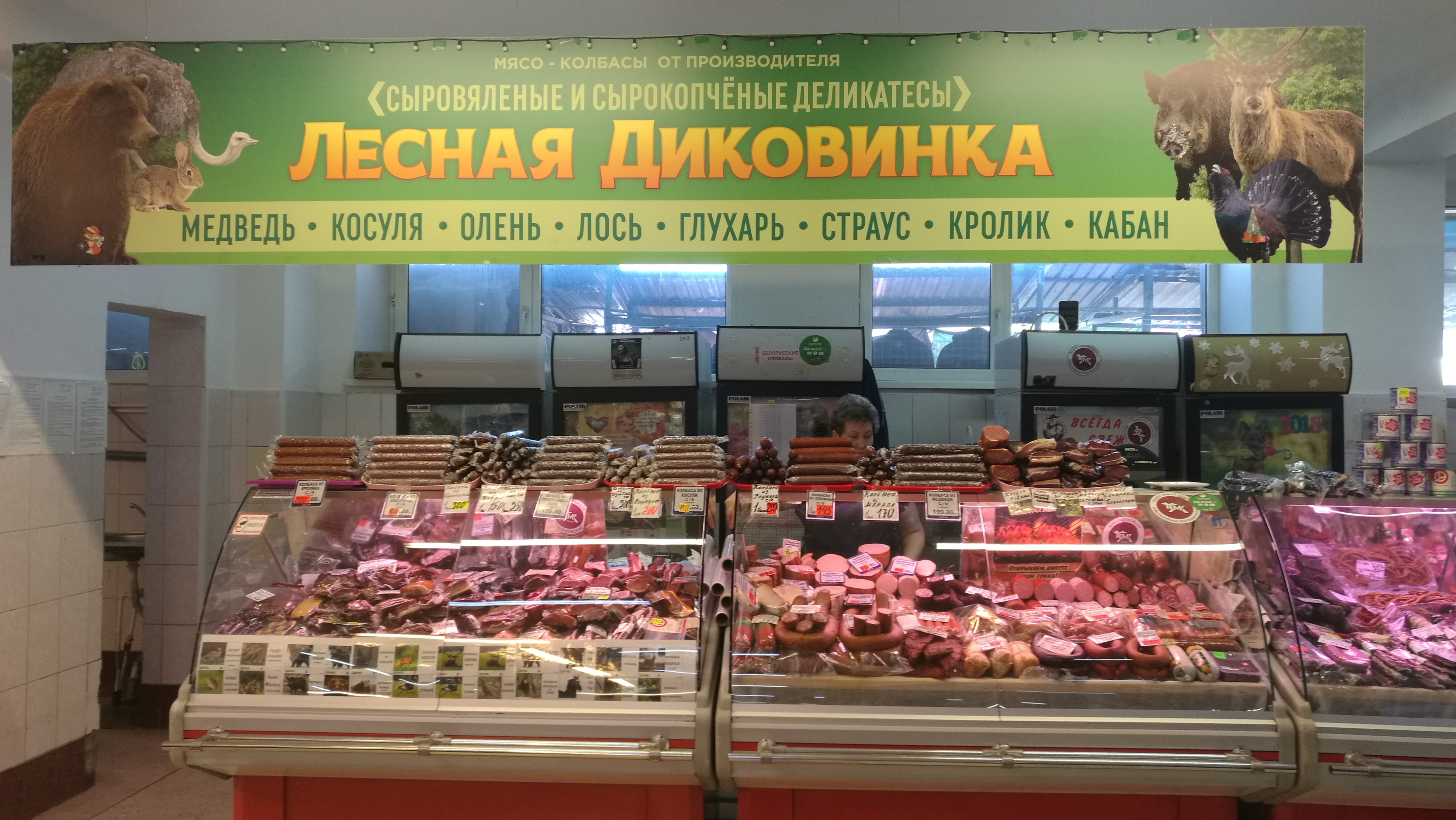
Мясо дичи на Центральном рынке г. Тюмени.

В некоторых странах дичь классифицируется, включая и требования на получение официальных лицензий на охоту, как крупная и мелкая дичь. Одна лицензия на мелкую дичь может покрывать всю пойманную мелкую дичь и может ограничиваться дневным и годовым лимитом. Лицензии на крупную дичь, лосей, оленей и медведей, часто выдаются отдельно на каждую особь.
На предприятиях общественного питания иногда используют мясо диких животных (кабанов, медведей, зайцев, лосей). Мясо у данных животных имеет тёмно-красный цвет, консистенция у мяса плотная, жёсткая. Жир чаще всего откладывается в области почек. У диких животных почти нет подкожного и межмышечного жира.